# Martinskirche (Oberjettingen)

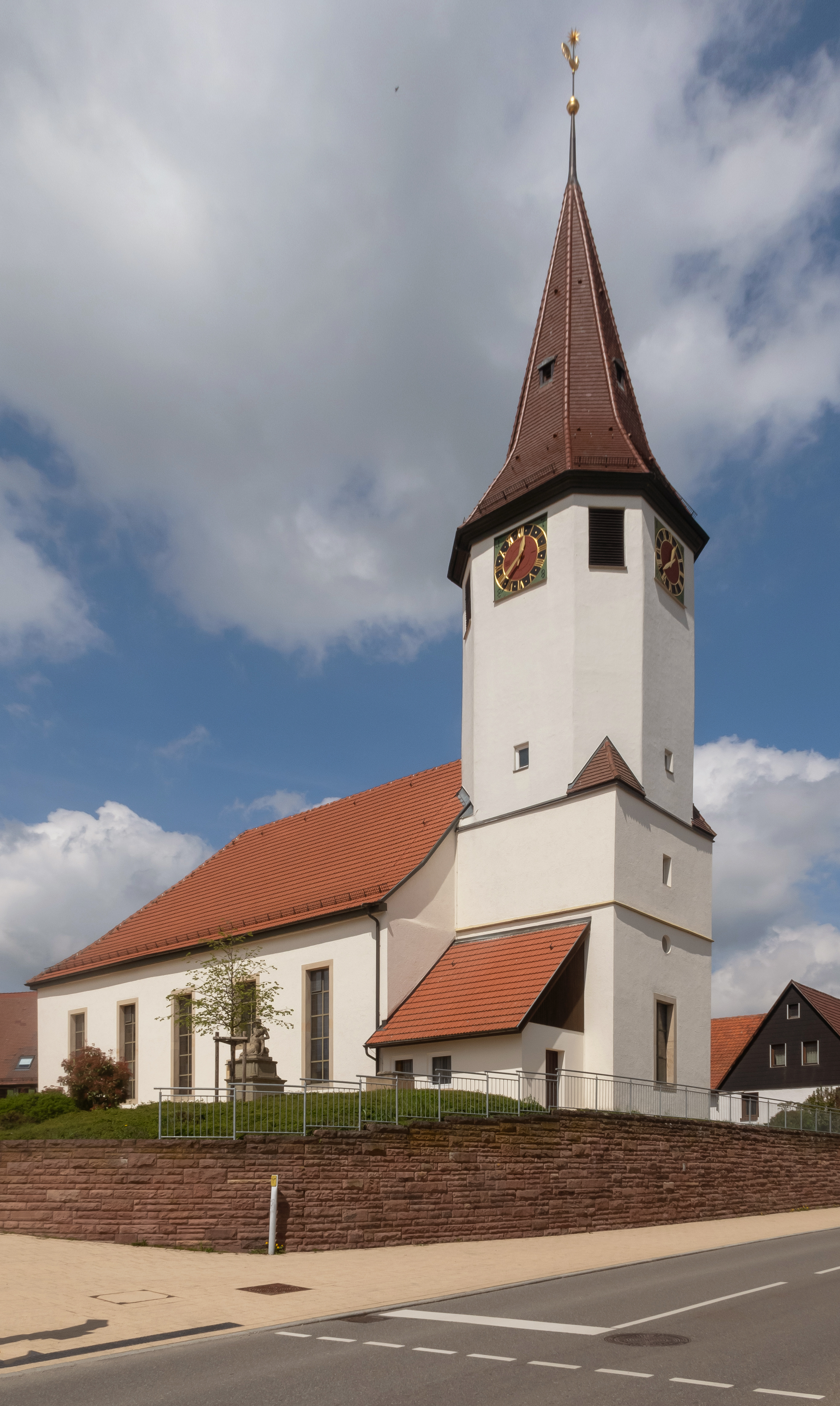
Martinskirche in Oberjettingen

Die evangelische Martinskirche ist die Pfarrkirche von Oberjettingen, einem Gemeindeteil von Jettingen im Landkreis Böblingen in Baden-Württemberg. Das Bauwerk ist beim Landesamt für Denkmalpflege Baden-Württemberg als Baudenkmal eingetragen. Die Kirchengemeinde gehört zum Kirchenbezirk Herrenberg der Evangelischen Landeskirche in Württemberg.

## Beschreibung
Die im Dreißigjährigen Krieg niedergebrannte Kirche wurde 1646 wieder aufgebaut. Die heutige Saalkirche wurde 1788 nach einem Entwurf von Johann Andreas Hartmann erbaut. Sie besteht aus einem Langhaus, einem Chorturm im Osten und einer Sakristei an dessen Südwand. Der Chorturm auf quadratischem Grundriss wurde mit einem achteckigen Geschoss aufgestockt, das die Turmuhr und den Glockenstuhl mit vier Kirchenglocken beherbergt und mit einem achtseitigen Knickhelm bedeckt. 
Die Orgel wurde 1972 als Opus 56 von Kurt Oesterle gebaut. Die Disposition lautet:
| I Hauptwerk C–g3 |                |       |
| 01.              | Prinzipal      | 08′   |
| 02.              | Rohrflöte      | 08′   |
| 03.              | Oktave         | 04′   |
| 04.              | Sesquialter II | 2 ⁄3′ |
| 05.              | Blockflöte     | 02′   |
| 06.              | Mixtur III–IV  | 02′   |
| 07.              | Krummhorn      | 08′   |
|                  | Tremulant      |       |

| II Schwellwerk C–g3 |                  |       |
| 08.                 | Gedackt          | 8′    |
| 09.                 | Hohlflöte        | 4′    |
| 10.                 | Prinzipal        | 2′    |
| 11.                 | Quinte           | 1 ⁄3′ |
| 12.                 | Scharfzimbel III |       |
|                     | Tremulant        |       |

| Pedal C–f1 |            |     |
| 13.        | Subbass    | 16′ |
| 14.        | Oktavbass  | 08′ |
| 15.        | Choralbass | 04′ |
| 16.        | Trompete   | 08′ |

- Koppeln: II/I, I/P, II/P